# Henri Clément Alexandre de Roig-Bourdeville
Henri de Roig-Bourdeville, né le 17 juin 1862 à Paris et mort le 24 décembre 1942 à Bergerac, est un officier supérieur de l'armée française, ayant notamment en juin 1916, succédé au général Charles Mangin en tant que commandant de la 5e division d'infanterie.

## Carrière militaire

### Jeunesse et début de carrière
Henri de Roig-Bourdeville naît le 17 juin 1862 à Paris,. Le 21 octobre 1880, à l'âge de 18 ans, il commence sa carrière militaire, en s'engageant pour 5 ans à la mairie du 18e arrondissement de Paris comme simple soldat au 3e régiment de zouaves. Il obtient successivement les grades de caporal le 1er juillet 1881, de sergent-fourrier le 3 février 1882 et de sergent le 11 octobre 1882. Au cours de son engagement, il prend part aux campagnes d'Afrique de 1880-1881, son unité est intégrée au Corps expéditionnaire de Tunisie durant les années 1881-1882, puis participe aux campagnes en Afrique de 1882 à 1884.
Le 20 avril 1884, Henri de Roig-Bourdeville est admis en tant qu'élève officier à l'Ecole militaire d'infanterie à Saint-Maixent-l'École, il en sort en 1885 classé 361e sur 499. Le 21 mars 1885, il est affecté avec le grade de sous-lieutenant au 63e régiment d'infanterie. Le 8 novembre 1887, il est muté avec le même grade au 10e bataillon de chasseurs à pied. Le 7 septembre 1888, Henri de Roig-Bourdeville passe ensuite au 4e bataillon de chasseurs annamites. Il y est promu au grade de lieutenant le 7 mars 1889.
Il est affecté au 4e régiment de tirailleurs Tonkinois et prend part aux campagnes d'Annam et du Tonkin. Le 12 juillet 1890, il est affecté au 88e régiment d'infanterie avec le grade de premier lieutenant. De novembre 1891 à mars 1892 Henri de Roig-Bourdeville suit les cours de l’École régionale de tir du camp de Ruchard  avec comme rang de sortie 4e sur 55.
Le 11 juillet 1895, il est promu au grade de capitaine et affecté au 20e régiment d'infanterie. À partir du 4 mai 1904, il est détaché à la commission pratique d'étude de tirs d'artillerie de Poitiers. Le 1er août 1904, il est transféré au 57e régiment d'infanterie et conserve son détachement à la commission d'expérience de Poitiers .
Nommé au grade de chef de bataillon il est tout d'abord affecté au 6e régiment d'infanterie le 26 septembre 1906, puis le 22 décembre 1906 au 4e régiment de zouaves enfin au 125e régiment d'infanterie,. Le 23 juin 1907, il est muté au 34e régiment d'infanterie comme cadre complémentaire, puis affecté à la tête du 3e bataillon du même régiment le 24 avril 1908.
Le 24 mars 1912, Henri de Roig-Bourdeville est promu au grade de lieutenant-colonel et affecté au 108e régiment d'infanterie. Il y demeure jusqu'à la mobilisation,.

### Première guerre mondiale
En août 1914 le lieutenant-colonel Henri de Roig-Bourdeville prend le commandement du 308e régiment d'infanterie, unité formée à partir des bataillons de réserve du 108e RI (deux bataillons à quatre compagnies), engagée au sein de la 62e division d'infanterie. Il participe à la tête de son régiment à la défense de Paris, à la bataille de la Marne et à la Bataille de l'Aisne.
Le 28 décembre 1914, Henri de Roig-Bourdeville est nommé au grade de colonel et affecté au commandement de la 140e brigade d'infanterie, composée des 237e, 279e et 360e régiments d'infanterie au sein de la 70e division d'infanterie qui est engagée en 1915 dans les batailles d'Artois (mai-juin) (automne), puis au premier semestre 1916 dans la bataille de Verdun ,,.
Le 4 juin 1916, Henri de Roig-Bourdeville est nommé général de brigade à titre temporaire, et prend le commandement de la 5e division d'infanterie en remplacement du général Mangin,. Sous son commandement la 5e DI est engagée aux Éparges en 1916 ; Au cours de l'année 1917, la division est engagée au au Chemin des Dames. En 1918, il participe à la tête de la 5e DI à la seconde bataille de la Marne lors de la bataille du Soissonnais. Au cours de l'automne, durant l'Offensive des Cent-Jours visant la percée de la ligne Hindebourg, il bouscule avec la 5e DI, du 14 au 28 octobre 1918, les arrière-gardes allemandes à la Bataille de Roulers et à la Bataille de la Lys et de l'Escaut,.
Il est cité à l'ordre de l'armée dans ces fonctions (juin 1919).

### Après-guerre
Conservant tout d'abord le commandement par intérim de la 5e division d'infanterie à Rouen, Henri de Roig-Bourdeville prend à compter du 1er juin 1920, le commandement par intérim de la 24e division d'infanterie à Périgueux. Il est nommé au grade de général de division le 21 mars 1922 et placé dans la 2e section (réserve) du cadre de l'état-major de l'armée à compter du 17 juin 1924.

## Vie familiale
Henri Clément Alexandre de Roig-Bourdeville est né à Paris le 17 juin 1862 au 57 quai de Seine (19e arrondissement), domicile de ses parents Joseph de Roig-Bourdeville, caissier de profession, et Marie-Louise Becker. Son père, issu d'une famille de notables Catalans originaires de la région de Perpignan, est le frère de Jean de Roig-Bourdeville, capitaine au 1er régiment de zouaves et officier dans l'Ordre de la Légion d'honneur.
Le lieutenant de Roig-Bourdeville se marie à Saint-Martin-de-la-Caussade en Gironde, le 7 octobre 1894, avec Marguerite Henriette Borie. le couple donnant naissance à trois enfants, tout d'abord Pierre-Henri né à Toulouse  en 1901, puis Marie Louise Armande née à Marmande en 1904, et enfin Geneviève née à Poitiers en 1906. Il décède à Bergerac en Dordogne le 24 décembre 1942.

## Distinctions honorifiques
|  |  |  |  |

- Médaille coloniale "Tunisie"
- Médaille militaire (1915)
- Croix de Guerre 1914-1918 (France)
- Chevalier (1897) ; officier (1915) puis commandeur dans l'Ordre national de la légion d'honneur (1920)[4]